# Gerard Schuurman (voetballer, 1940)
Gerard Schuurman (Geldermalsen, 20 oktober 1940 – Rosmalen, 28 december 2022) was een Nederlands voetballer die bij voorkeur als verdediger speelde.

## Carrière
Schuurman werd geboren in Geldermalsen. Hij ging in 1961 spelen bij BVV. In 1965 ging de voetbalclub BVV verder onder de naam FC Den Bosch. Op 16 september 1972 was Schuurman de eerste voetballer in de Eredivisie voor wie de toen pas ingevoerde rode kaart werd getrokken. Dat gebeurde door scheidsrechter Henk Pijper in een wedstrijd tegen PSV in Eindhoven. Schuurman was toen geschorst voor twee wedstrijden en hij kreeg ook een boete van 150 gulden (omgerekend 68,07 euro). Na zijn afscheid bij FC Den Bosch in 1974 op 33-jarige leeftijd, speelde Schuurman nog bij OJC Rosmalen en OVH in Den Bosch. In een wedstrijd voor OVH maakte een beenbreuk een eind aan zijn carrière. 
Schuurman overleed op 28 december 2022.